# Твин Лејкс (Висконсин)
Твин Лејкс (енгл. Twin Lakes) град је у америчкој савезној држави Висконсин.

## Демографија
По попису из 2010. године број становника је 5.989, што је 865 (16,9%) становника више него 2000. године.
| Група             | 2000.         | 2010.         |
| Белци             | 4.902 (95,7%) | 5.580 (93,2%) |
| Афроамериканци    | 19 (0,4%)     | 38 (0,6%)     |
| Азијати           | 29 (0,6%)     | 23 (0,4%)     |
| Хиспаноамериканци | 127 (2,5%)    | 283 (4,7%)    |
| Укупно            | 5.124         | 5.989         |